# Der Fächer
Der Fächer (italienischer Originaltitel: Il Ventaglio) ist eine Prosakomödie in drei Akten von Carlo Goldoni, die 1763 in Paris uraufgeführt wurde. Da sie aus verschiedenen Gründen nicht den erwarteten Erfolg in der fremden Umgebung hatte, überarbeitete sie Goldoni neu, woraufhin die Komödie in Venedig gefeiert wurde.

## Handlung
Die Komödie spielt in einem kleinen Dorf im Mailändischen. Schauplatz ist das ganze Stück über der Marktplatz, um den herum sich folgende Gebäude gruppieren: die Villa der wohlhabenden Witwe Geltruda, die hier mit ihrer Nichte Candida lebt; das Dorfgasthaus; ein kleines Café; die Läden des Schusters Crespino, des Gewürzhändlers Timoteo und der Kurzwarenhändlerin Susanna; und gegenüber der Villa das Häuschen des Bauernmädchens Giannina und ihres Bruders Moracchio.
Um die temperamentvolle Giannina bemühen sich sowohl der Wirt Coronato als auch Crespino, den Giannina vorzieht. Auch Candida hat zwei Verehrer, den Baron del Cedro und den jungen Evaristo, dessen Liebe sie erwidert.

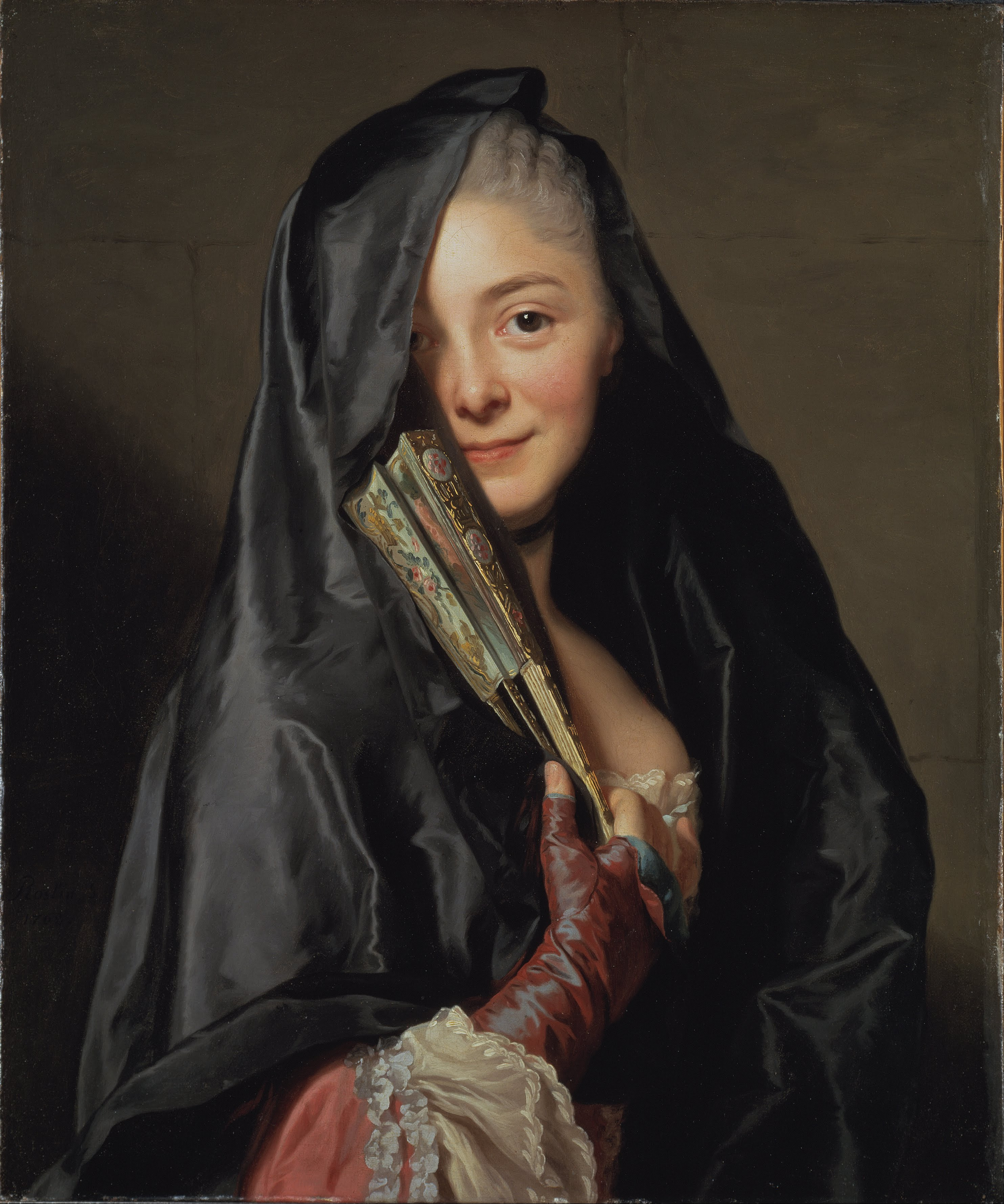
Alexander Roslin: „Die Dame mit dem Fächer“, 1768

Zu Beginn des Stücks sitzen alle gemütlich vereint um den Platz herum und gehen ihren Beschäftigungen nach. Evaristo will gerade zur Jagd aufbrechen und grüßt daher Candida, die mit ihrer Tante auf der Terrasse der Villa sitzt. Als Candida den Gruß erwidert, fällt ihr Fächer zu Boden und zerbricht. Diese kleine Begebenheit löst eine Fülle von Verwicklungen und Eifersüchteleien aus.
Evaristo kauft heimlich einen neuen Fächer und bittet Giannina, ihn Candida zu überreichen, ohne dass die wachsame Tante etwas davon bemerken soll. Aber das Geflüster von Evaristo und Giannina wird von deren argwöhnischen Verehrern falsch interpretiert – sie wittern in Evaristo einen zusätzlichen Rivalen. Als Candida schließlich erfährt, Evaristo habe Giannina einen Fächer geschenkt, reagiert sie eifersüchtig und nimmt aus Enttäuschung über de vermeintliche Untreue des Geliebten einen Heiratsantrag des Barons an. Bei seiner Rückkehr von der Jagd erfährt Evaristo nun zu seiner Bestürzung von Candidas Verlobung mit dem Baron. Es gelingt ihm, sich Candida im Garten zu nähern. Sie hat ihre überstürzte Einwilligung längst bereut, und so kommt es zu einer Aussöhnung der beiden Liebenden. Nur besteht Candida auf der Übergabe des Fächers. Als Evaristo das Streitobjekt von Giannina zurückfordert, stellt sich jedoch heraus, dass niemand mehr weiß, wo es geblieben ist, nachdem die eifersüchtigen Kampfhähne Crespino und Coronato ihn Giannina entwendet haben.
In Wirklichkeit ist der Zankapfel in der Zwischenzeit durch viele Hände gegangen. Nach langem Hin und Her landet er zu guter Letzt wieder bei seinem rechtmäßigen Besitzer Evaristo. So erhält Candida endlich ihren Fächer und reicht Evaristo die Hand, während Giannina ihren Crespino bekommt.

## Bedeutung im Gesamtwerk Goldonis

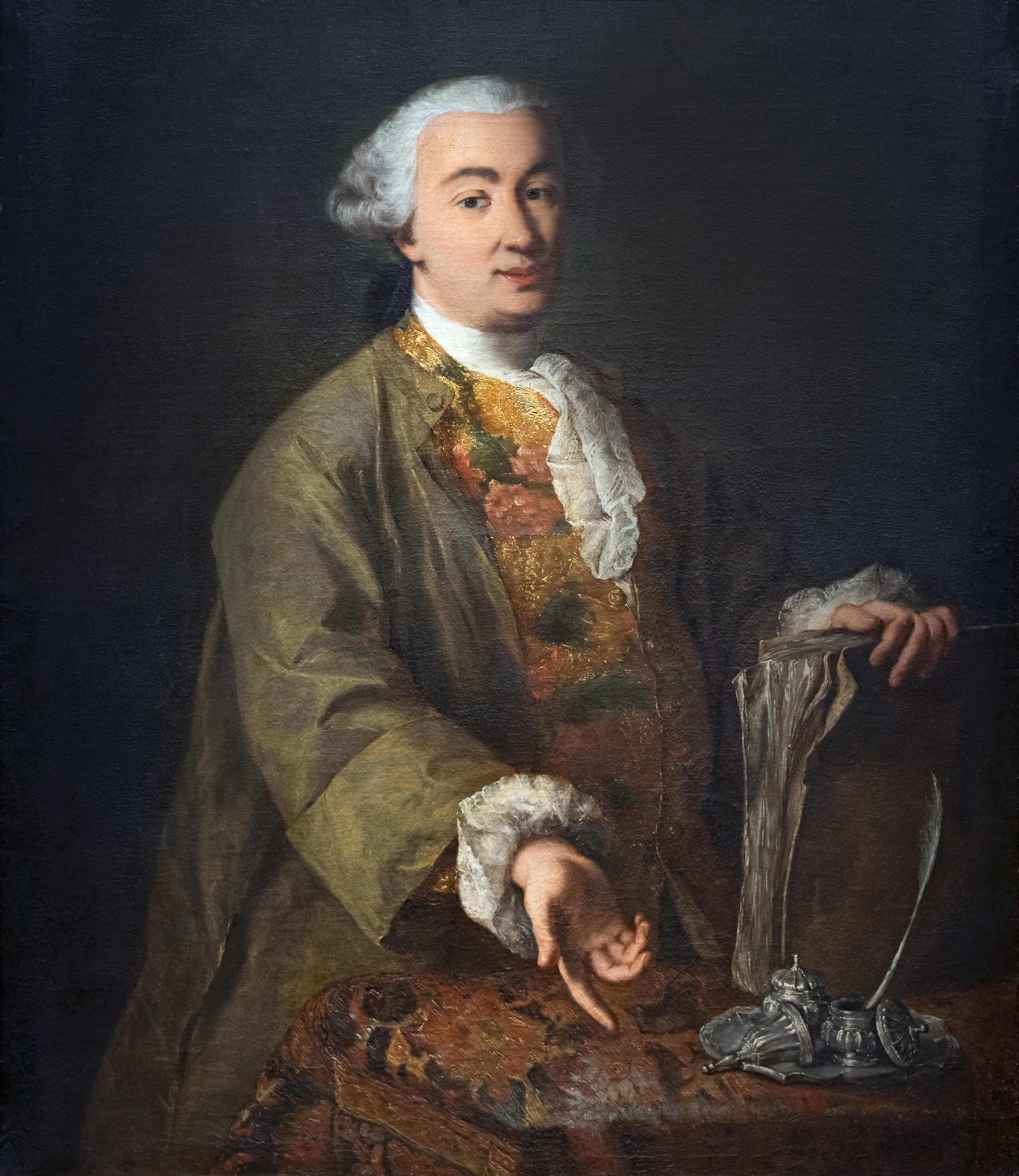
Carlo Goldoni (Porträt von Alessandro Longhi)

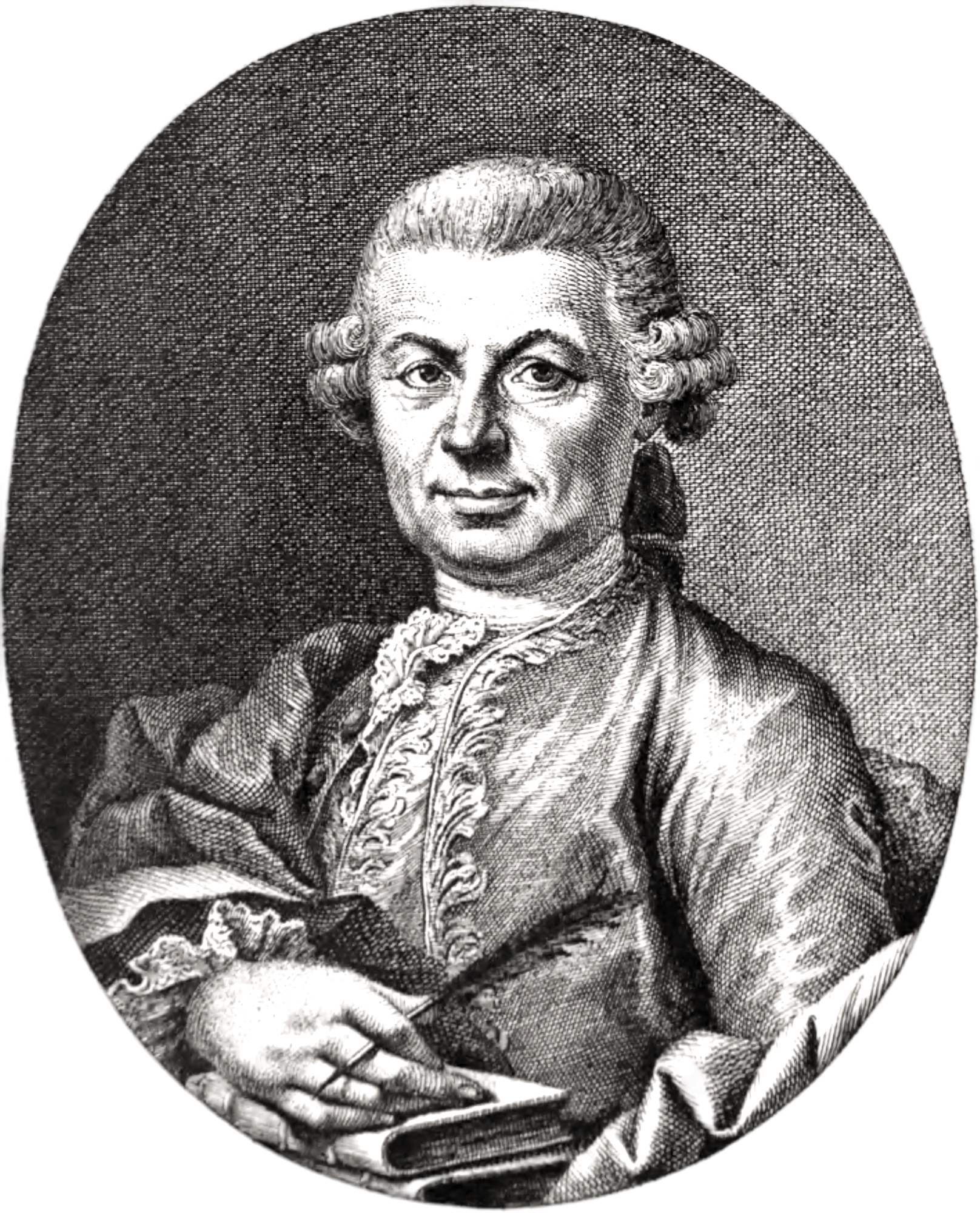
Carlo Gozzi

Ab 1757 lag Goldoni im Streit mit Carlo Gozzi, da dieser in ihm den Zerstörer der Commedia dell’arte sah. Von dieser Auseinandersetzung und der daraus resultierenden Intrigen ermüdet, willigte Goldoni 1761 einem Ruf des französischen Hofes folgend ein, die in Paris zwar berühmte, aber nun regelrecht heruntergekommene Comédie Italienne gewissermaßen zu reformieren. Dort angekommen, musste er feststellen, dass das eher mäßige Niveau der Darsteller und die fremde Sprache ihm seine angestrebte Reformierung unmöglich machte. So weigerten sich die Schauspieler einerseits die Texte auswendig zu lernen, hatten aber andererseits womöglich Recht mit ihrer Behauptung, dass das Publikum mit italienischen Texten wenig anfangen könnte. Somit musste Goldoni auf das Stegreiftheater und französische Text zurückgreifen. Diese erste Fassung mit dem Titel L´éventail, die als verloren gilt, kam 1763 beim Publikum nicht an.
Doch Goldoni glaubte an den Wert seines Stücks, das aus vielen dynamischen Einzelszenen bestand, ohne je Längen aufzuweisen. Er überarbeitete den französischen Entwurf und hatte nun 1765 in Venedig damit den ihm gebührenden Erfolg.
„Wie Streit in Chiozza ist Der Fächer ein volkreiches Stück, dessen Handlung sich an einem Nichts entzündet. Wohl kein anderes Stück Goldonis lebt so von einer Fülle kleiner Handlungen bei so knappem Dialog. Zweimal kommt es sogar ganz ohne Worte aus: in der Eröffnungsszene, die alle ‚dramatis personae’ auf einem Dorfplatz bei ihrer täglichen Beschäftigung vorstellt – den Schuster hämmernd, den Apotheker Medizin stoßend, die Bäuerin beim Spinnen und die Standespersonen in ihrem Müßiggang –‚ und am Anfang des dritten Akts, der denselben Zustand noch mit einer Fülle von Pantomime durchflicht“.
Der Fächer ist nicht nur dem Titel nach zum Motor der Handlung geworden, dabei verfasste Goldoni wohl kaum eine andere Komödie, „in der die Gesten, Blicke und Schritte der Schauspieler und ihre Bühnensprache so sehr zum Selbstzweck werden.“ Wolfgang Theile sah in seiner Interpretation in dem Fächer ein Mittel zu Vergegenständlichung chaotischer kommunikativer Verhältnisse. Denn als gesellschaftliches Objekt diene er dem „Verschleiern und Verbergen“. Iris Hafner erblickte in dem Fächer gar nicht etwa ein jeder Figur zur Verfügung stehendes Machtmittel, sondern eher aufgrund seiner nicht zu bändigenden Eigendynamik „ein sich den Einzelinteressen widersetzendes Kommunikationshindernis, das dazu noch destruktiv auf die Interaktionen der Personen einwirkt.“ Daher verwies Fritz Peter Kirsch auf die durch den Fächer bewirkte Macht des Zufalls hin, der sich im Gegensatz zu der sonstigen Reglementierung im Theater der Aufklärung durchsetzt. Dadurch erreiche dieses Objekt eine regelrechte „dämonische(..) Autonomie“. Somit erhält die Eigendynamik des Objekts, dieses „Liebespfandes“ die Aufgabe, trotz des mangelhaften Überblicks der sozialen Rollenspieler, einen nachvollziehbaren Bezug zur Realität herzustellen.

## Rezeption

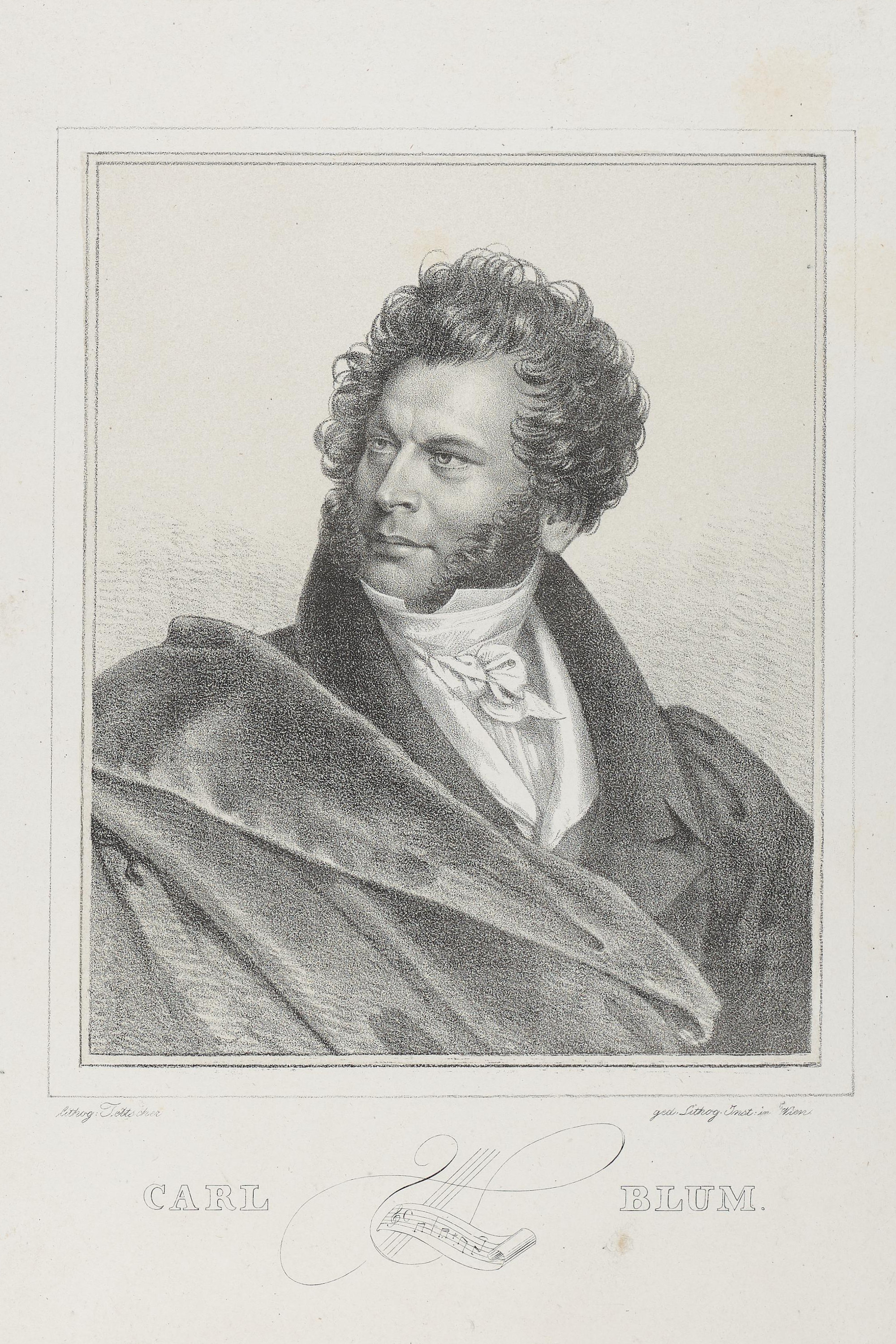
Carl Blum, Lithographie von Josef Eduard Teltscher

Carl Blum entschuldigte 1831 seine eigene Adaption des Stoffes mit der angeblichen relativen Unbekanntheit des Stücks, da er es nur aus einer Edition von 1781 kannte und in Bologna gesehen hatte. Damit wehrte er sich gegen Kritiker, die ihm vorwarfen ein weltbekanntes Stück kopiert zu haben.
Honoré de Balzac ließ in seinem Roman Le Cousin Pons (1847 als Teil der Comédie humaine erschienen) einen Fächer mit großer Historie, der angeblich dem Maler Antoine Watteau gehörte, eine ebenso objekthafte Rolle zukommen, die das Drama um den Protagonisten vorantreibt, der selbst die subtile Sprache des Fächers nicht beherrscht, womit Balzac indirekte Anleihen bei Goldoni unternahm.
August Zirner spielte Ende der 1970er Jahre den Crespino am Staatstheater Hannover. Elinor von Wallerstein verkörperte 1970 die Signora Geltruda erfolgreich bei einer Inszenierung der Münchener Residenztheaters. Isabella Lewandowski spielte die Candida am Theater Erfurt 1996.

## Adaption
Theater
- Der Fächer. von Carl Blum, 1832.

Musik
- Der Fächer. Komische Oper von Domenico Gilardoni (1798–1831). Musik von Pietro Raimondi (1786–1853). Uraufführung am 22. Januar 1831 im Teatro Nuovo in Neapel.[13]

- Der Fächer. Komische Oper von Ernst Kunz (1891–1980). Musik von Ernst Kunz. Uraufführung 1929 am Stadttheater Zürich.

Film
- Der Fächer. Fernsehinszenierung einer Komödie von Carlo Goldoni. DDR. Deutsch von Heinz Riedt. Musik: Rainer Kunad. Inszenierung Erich Geiger. Erstausstrahlung 10. Oktober 1961.[14]

## Literatur

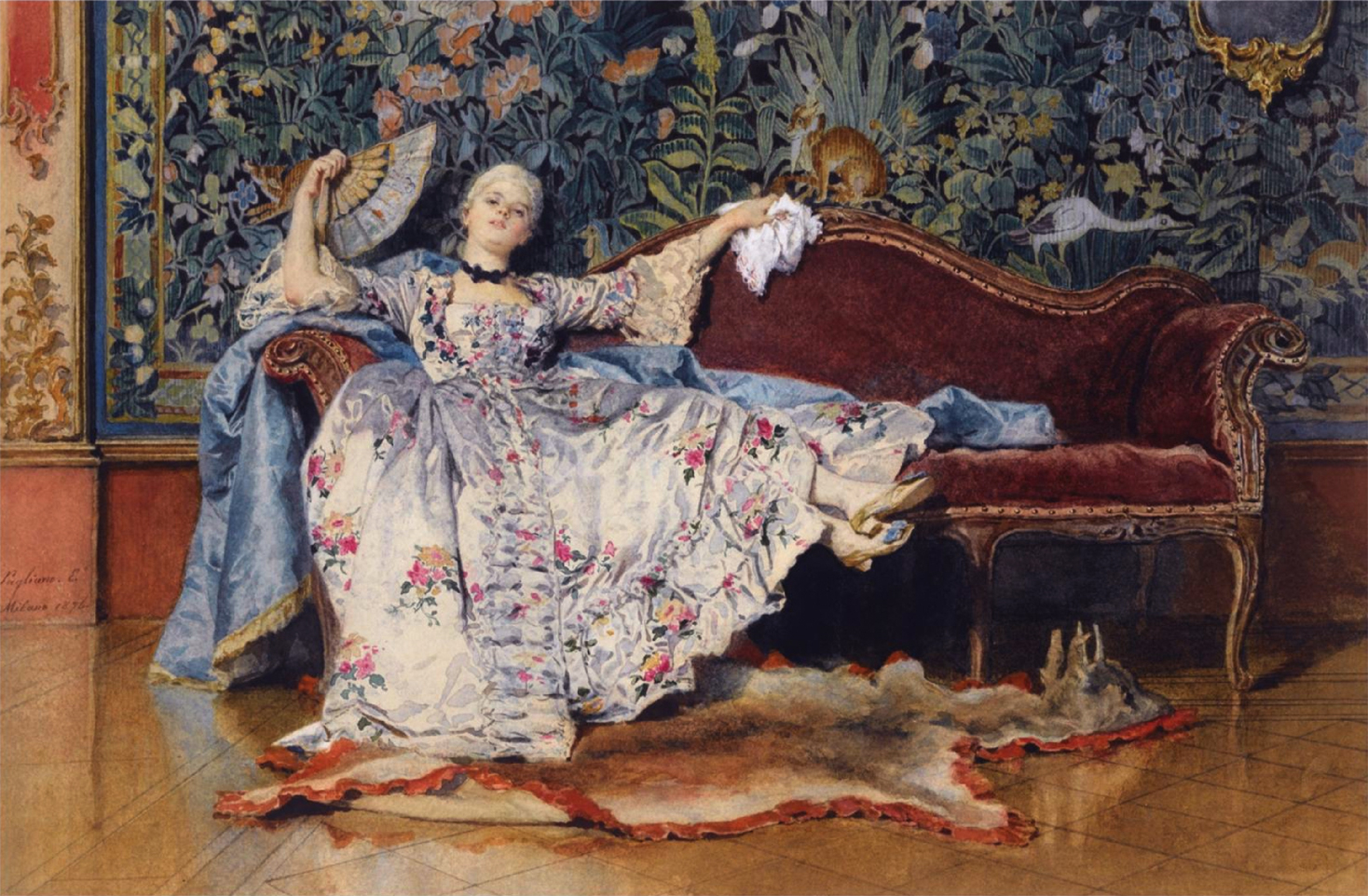
„Sich erholende Dame im Rokokokostüm mit Fächer“, Euleuterio Pagliani, Mailand, 1876